# Stazione di Trino Vercellese
Stazione di Trino Vercellese vasútállomás Olaszországban, Trino településen.

## Vasútvonalak
Az állomást az alábbi vasútvonalak érintik:
- Chivasso–Alessandria-vasútvonal

## Kapcsolódó állomások
A vasútállomáshoz az alábbi állomások vannak a legközelebb:
- Stazione di Palazzolo Vercellese
- Stazione di Morano sul Po